# Liste der Monuments historiques in Ploubezre
Die Liste der Monuments historiques in Ploubezre führt die Monuments historiques in der französischen Gemeinde Ploubezre auf.

## Liste der Bauwerke
| Bezeichnung                                       | Beschreibung                          | Standort                       | Kennzeichnung | Schutzstatus | Datum | Bild           |
| ------------------------------------------------- | ------------------------------------- | ------------------------------ | ------------- | ------------ | ----- | -------------- |
| Fünf Kreuze                                       | 18. Jahrhundert                       | Route départementale 11 (Lage) | PA00089471    | Inscrit      | 1925  | weitere Bilder |
| Manoir de Kerauzern                               | Herrenhaus, erbaut im 15. Jahrhundert | (Lage)                         | PA00089472    | Inscrit      | 1926  | weitere Bilder |
| Kirche St-Pierre                                  | Erbaut im 16. Jahrhundert             | (Lage)                         | PA00089470    | Classé       | 1910  | weitere Bilder |
| Schloss Kergrist                                  | Erbaut im 15. Jahrhundert             | (Lage)                         | PA00089469    | Inscrit      | 1926  | weitere Bilder |
| Schloss Coatfrec                                  | Erbaut im 15. Jahrhundert             | (Lage)                         | PA00089468    | Inscrit      | 1927  | weitere Bilder |
| Kapelle St-Fiacre in Runfao                       | Erbaut im 15. Jahrhundert             | (Lage)                         | PA00089467    | Inscrit      | 1926  | weitere Bilder |
| Kapelle in Kerfons-en-Kerfaouës mit Marienfenster | Erbaut im 16. Jahrhundert             | (Lage)                         | PA00089466    | Classé       | 1910  | weitere Bilder |

## Liste der Objekte

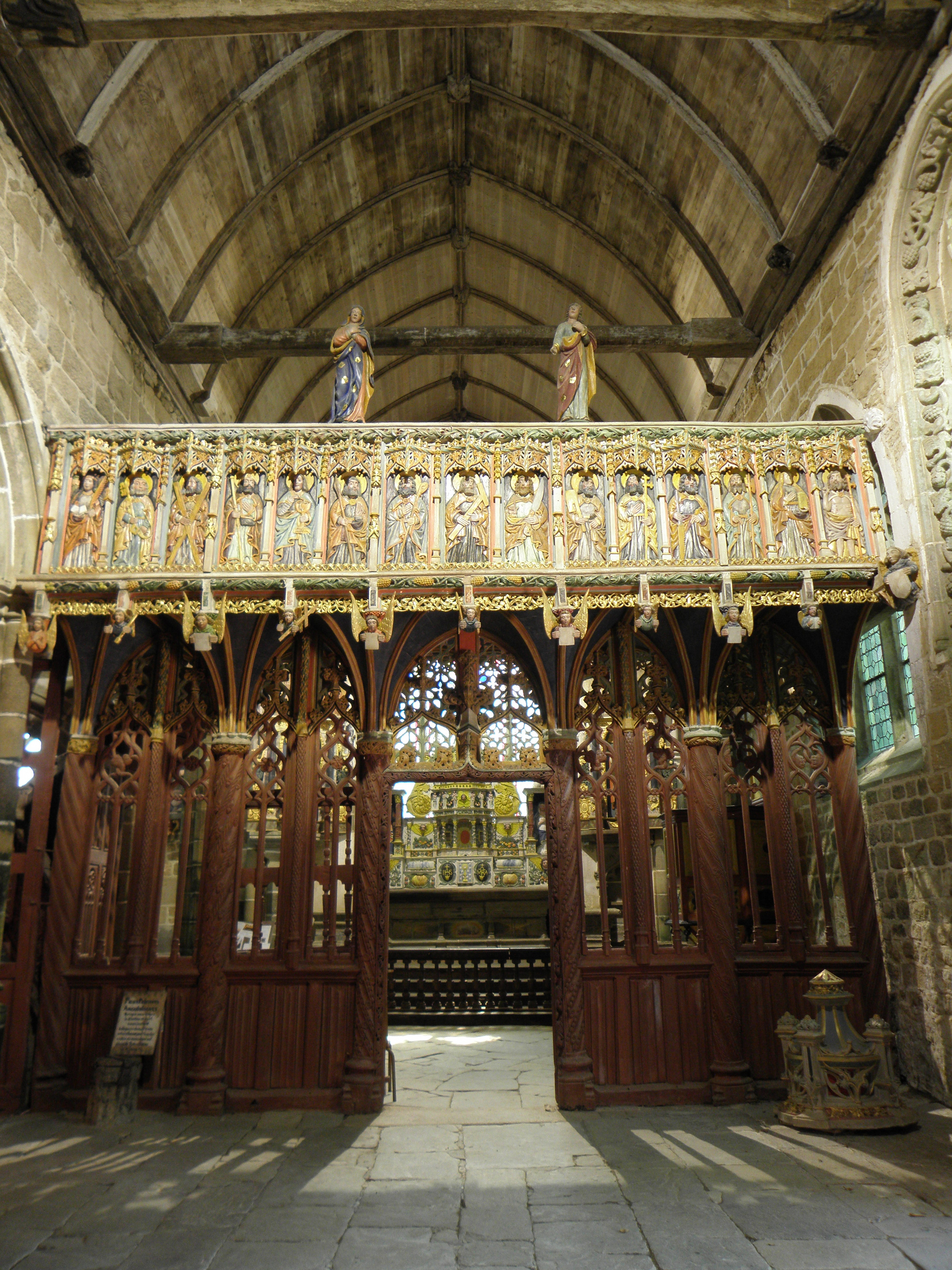
Lettner (16. Jahrhundert) in der Kapelle in Kerfons-en-Kerfaouës

- Monuments historiques (Objekte) in Ploubezre in der Base Palissy des französischen Kultusministeriums